# Melencolia I
Pour les articles homonymes, voir Melancholia.
Melencolia I est une gravure sur cuivre réalisée par l'artiste de la Renaissance allemande Albrecht Dürer en 1514. Ce titre fait référence au mot « Melencolia » figurant au sein de la composition.

## Place dans l'histoire de l'art
Cette œuvre se distingue par sa richesse symbolique ; elle a fait l'objet d'une vaste littérature dans le domaine de l'histoire de l'art, suscitant de nombreuses études. Elle est l'une des estampes de vieux maître les plus connues, et elle pose encore aujourd'hui de nombreuses questions d'interprétation.
La figure centrale, un personnage ailé à l'expression sombre, est perçue comme une personnification de la mélancolie. Pour certains historiens de l'art, l'attitude de ce personnage peut être associée aux affres de l'activité créatrice : le personnage serait une muse attendant l'inspiration. Il se pourrait que Dürer ait représenté ici sa propre angoisse : Melencolia serait alors un autoportrait voilé[réf. nécessaire].
D'autres chercheurs voient dans cette figure une réflexion sur la nature de la beauté, ainsi que sur la valeur de la créativité artistique à la lumière du rationalisme. Certains la considèrent comme une œuvre délibérément obscure, marquant  les limites de l'art allégorique ou symbolique : une quête de sens, d'une profondeur que l'intellect peut tenter de démêler.
L'historien de l'art Erwin Panofsky établit un lien entre cette œuvre et la conception de la mélancolie chez les humanistes de la Renaissance. À propos de son importance dans l'histoire de l'art, il écrit : « l'influence de Melencolia I de Dürer — la première représentation dans laquelle le concept de mélancolie est passé du plan du folklore scientifique et pseudoscientifique au niveau de l'art — s'est étendue à tout le continent européen et a duré plus de trois siècles ».
Melencolia I a fait l'objet de nombreuses études et commentaires d'historiens de l'art. Comme l'écrit l'historien de l'art Campbell Dodgson en 1926 : « La littérature sur Melencolia est plus étendue que celle de toute autre gravure de Dürer : cette affirmation resterait probablement vraie si les deux derniers mots étaient omis. » Les études de Panofsky rédigées en allemand et en anglais, réalisées entre 1923 et 1964, parfois avec des coauteurs, ont été particulièrement influentes.

## Description

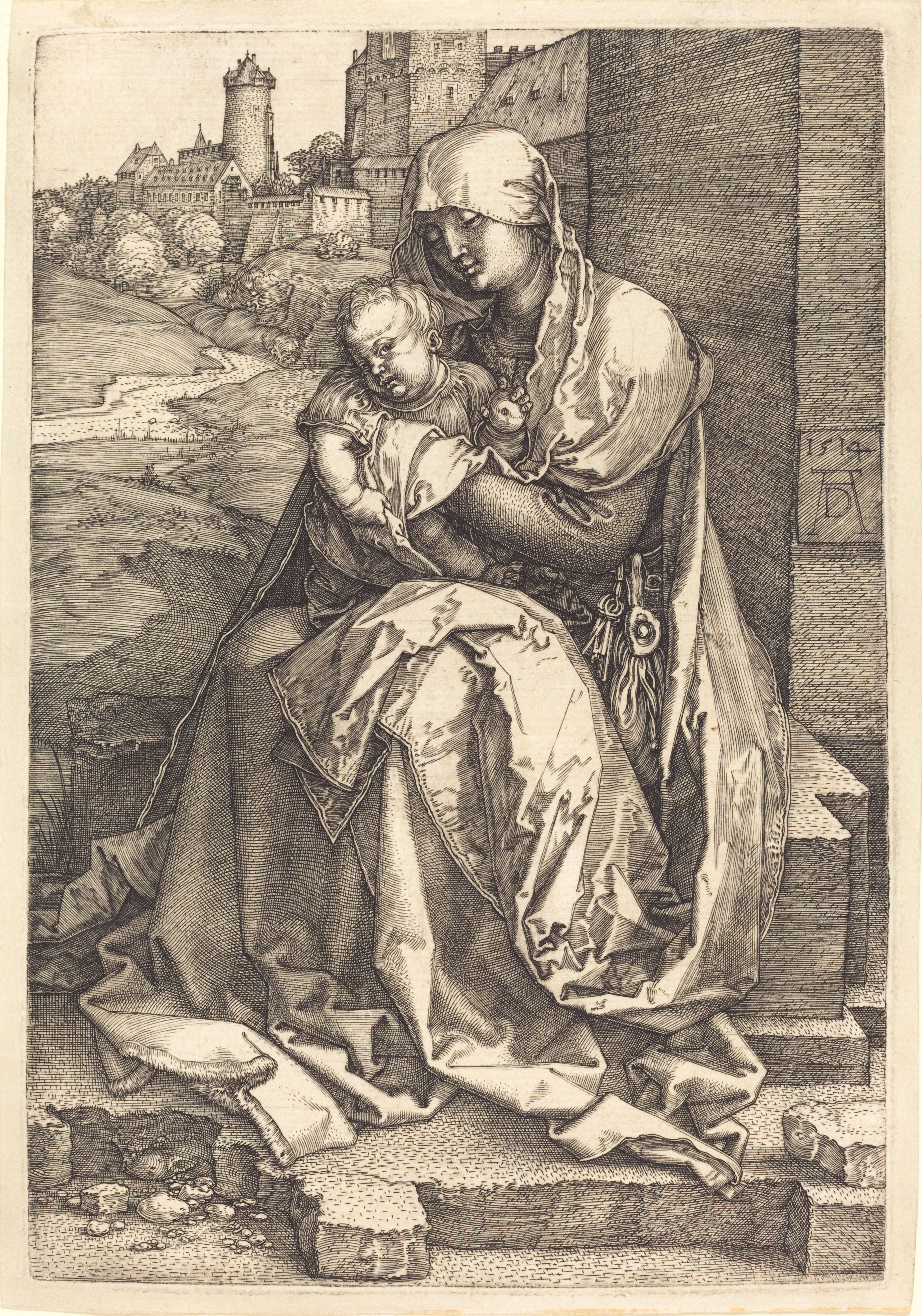
La Vierge à l'Enfant assise près d'un mur (1514) de Dürer est similaire sur le plan de la composition à Melencolia I dans la position des personnages et des structures, mais est beaucoup plus cohérente à l'œil. Cette comparaison met en évidence la fonction perturbatrice du polyèdre chez Melencolia I.

La figure centrale, avec ses ailes d'ange, est considérée comme une personnification de la mélancolie ou de la géométrie. Elle est assise sur une dalle, avec un livre fermé visible sur ses genoux. Elle tient un compas et regarde intensément au loin. À ses pieds se trouve un chien décharné, endormi, comme une sorte de compagnon, enclin à la mélancolie jusqu'à  atteindre la folie.
Elle ne prête aucune attention aux nombreux objets qui l'entourent et semble se morfondre, repliée sur elle-même,. Sa tête repose sur son poing fermé, ce qui correspond à la représentation iconographique médiévale de la mélancolie. Son visage est sombre et son regard est alerte, presque ardent.
Elle porte sur sa tête une couronne de plantes aquatiques (persil d'eau et cresson de fontaine ou livèche),. Un trousseau de clés et une bourse pendent à sa ceinture. Dürer a indiqué, sur le dessin préliminaire, la signification de sa longue robe : il s'agit d'un symbole de puissance et de richesse. Derrière elle, un bâtiment sans fenêtre et sans fonction architecturale définie s'élève au-delà du sommet de la charpente,. Une échelle à sept échelons s'appuie contre la structure, dont aucune extrémité n'est visible. Un enfant nu, un putto, se trouve au sommet d'une meule verticale, cette dernière étant souvent interprétée comme la roue de la vie. Il griffonne sur une tablette, peut-être avec un burin utilisé pour la gravure, une gomme grattoir se trouvant à son extrémité. Il est le seul figurant actif de la gravure.
Une balance est accrochée à la structure au-dessus du putto. À droite, au-dessus de la figure ailée, se trouvent une cloche, un sablier, et un cadran solaire. Il n'affiche que huit chiffres, avec le quatre (IV) comme dernière heure (la mort et l'éphémère). L'ombre du bâton n'indique pas l'heure, au clair de lune. De nombreux outils et instruments mathématiques sont éparpillés : un marteau et des clous, une scie, un rabot, des pinces, une règle d'ajusteur, une forme de mouleur et la buse d'un soufflet ou une seringue à lavement (clystère). Sur le muret, derrière le grand polyèdre, se trouve un brasero avec un creuset d'orfèvre et une paire de pinces. À gauche du chien, un encensoir ou un encrier relié par une sangle à un porte-plume.
Une créature ressemblant à une chauve-souris déploie ses ailes dans le ciel ; elle révèle une bannière portant l’inscription « Melencolia I ». Au-delà, se trouvent un arc-en-ciel et quelque chose qui pourrait être Saturne ou une comète ; Saturne porte le nom de la divinité de la mélancolie. Au loin, un paysage avec de petites îles boisées suggère la présence d'une étendue d'eau ou d'une mer. L'astre est dominé par le nom de la gravure, inscrit sur les ailes de la chauve-souris ; c'est l'une des rares estampes de Dürer à porter un titre. La partie la plus à droite de l'arrière-plan pourrait représenter une grande vague s'écrasant sur la terre. Panofsky pense qu'il fait nuit, se référant à l'ombre projetée du sablier sur le bâtiment, avec la lune éclairant la scène et créant un arc-en-ciel lunaire.
La gravure contient de nombreuses références aux mathématiques et à la géométrie. Devant le chien se trouve une sphère parfaite, dont le rayon correspond à la distance apparente marquée par le compas du personnage. Sur la façade du bâtiment se trouve un carré magique 4 × 4, marquant la première impression européenne de ce thème. Les deux cellules centrales de la rangée du bas affichent la date de sa création, 1514, qui se trouve également au-dessus du monogramme de Dürer en bas à droite. Le carré respecte les règles traditionnelles des carrés magiques : chacune de ses lignes, colonnes et diagonales totalise le même chiffre, soit 34. Il s'avère également associatif, c’est-à-dire que tout nombre ajouté à son opposé symétrique équivaut à 17 (par exemple : 15 + 2 ou 9 + 8). De plus, chaque coin, chaque quadrant et toutes les autres combinaisons possibles comptent 34,. La mère de Dürer est décédée le 17 mai 1514. Certains interprètes relient les chiffres de cette date avec les ensembles de deux carrés qui totalisent 5 et 17. L'objet à gauche est un rhomboèdre tronqué, avec une tête blanche, peut-être celle de Dürer. Ce solide est maintenant connu sous le nom de polyèdre de Dürer. Au fil des ans, de nombreuses analyses de ses propriétés mathématiques ont été menées.
Contrairement à Saint Jérôme dans sa cellule, où l'on retrouve un sens aigu de la perspective linéaire et une source de lumière évidente, Melencolia I semble désordonnée, sans « centre visuel ». Il y a peu de lignes de perspective menant au point de fuite, qui se découvre sous la créature ressemblant à une chauve-souris à l'horizon ; il divise le diamètre de l'arc-en-ciel dans le nombre d'or. Par ailleurs, l'œuvre n'a guère de lignes fortes. Le polyèdre inhabituel déstabilise l'image : il bloque une partie de la vue au loin et envoie l'œil dans différentes directions. De nombreux historiens de l'art notent le peu de contraste tonal et, malgré son immobilité, un sentiment de chaos, une « négation de l'ordre ». La source lumineuse mystérieuse à droite, qui éclaire l'image, est placée de manière inhabituelle chez Dürer. Elle contribue à « l'espace sans air et onirique ».
C'est aussi un chef-d'œuvre de technique, avec une variété d'exécution sans pareille dans le rendu des matières, et d'habiles jeux de lumière ; la lumière heurte les plis de la robe, tout en laissant dans l'ombre le reste de la composition et le visage de l'allégorie, celle de l'artiste pris à son propre piège.

## Contexte

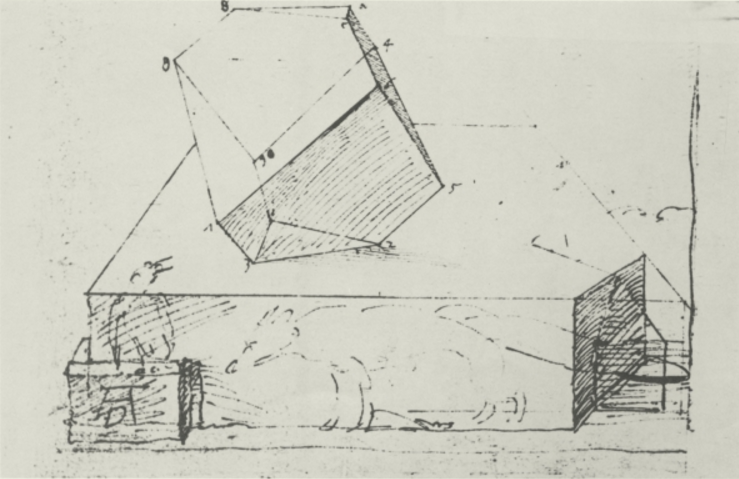
Esquisse préparatoire à la gravure.

La gravure a été créée lors de la période de transition du Moyen Âge à la Renaissance allemande, initiée par Albrecht Dürer. Les outils abandonnés au sol et le putto gravant une tablette avec un burin reflètent le lien médiéval entre l'art et l'artisanat. Le polyèdre et le carré magique témoignent du rapprochement  entre la science et l'art à la Renaissance.
Melencolia I" , est une gravure, notable pour sa richesse  iconographique et sa profondeur symbolique. L'œuvre est interprétée comme une allégorie de la mélancolie. La composition intègre de nombreux éléments symboliques tels que des instruments de mesure, (compas, balance, règle), des figures géométriques, un sablier, une échelle. Ces objets sont autant de symboles associés à la connaissance : les mathématiques, la géométrie, l'astronomie, et représentent la quête intellectuelle et scientifique. Ces symboles  sont investis d'une dimension affective marquée par une forme de tristesse intérieure ou de mélancolie. Cette tension émotionnelle, portée par la posture figée et le regard lointain du personnage central :  un ange assis, souvent identifié comme une figure allégorique, contribue à instaurer une atmosphère contemplative. L'œuvre met ainsi en scène un paradoxe : celui d'un esprit tourné vers la connaissance mais ralenti, par l'introspection et le doute. Cette ambivalence est interprétée comme une métaphore de l'inspiration créatrice née de la mélancolie. .[pas clair]
Melencolia I est l'une des trois « estampes maîtresses » de Dürer, avec Le Chevalier, la Mort et le Diable (1513) et Saint Jérôme dans sa cellule (1514),. Ces trois gravures sont considérées, par certains historiens de l'art, comme formant un ensemble thématique, symbolisant des travaux intellectuels (Melencolia I), moraux (Le Chevalier) ou spirituels (Saint Jérôme). De plus, Dürer diffusait parfois Melencolia I avec Saint Jérôme dans sa cellule. Aucune preuve n'indique cependant qu'il les ait réellement pensées comme un groupe thématique.
L'impression s'est faite en deux états. Dans le premier, le nombre neuf dans le carré magique apparaît à l'envers. Dans le second, des impressions plus courantes, le chiffre neuf semble familier et légèrement étrange.[pas clair]
La documentation sur les intentions de Dürer est réduite. Il a fait quelques études au crayon pour la gravure, certaines de ses notes s'y rapportent. Une note couramment citée fait référence aux clés et à la bourse : « Schlüssel - gewalt / pewtell - reichtum beteut » (« les clés signifient le pouvoir, la bourse signifie la richesse »). Il s'agit peut être d'une simple transcription de leur symbolisme traditionnel. Une autre note traite de la nature de la beauté.
En 1513 et 1514, Dürer voit mourir  plusieurs de ses amis, puis sa mère. Il peint son portrait à cette époque. Son chagrin pourrait s'exprimer dans cette gravure,,. Il ne mentionne la mélancolie qu'une seule fois dans les écrits qui nous sont parvenus : dans un livre inachevé pour jeunes artistes, il avertit que trop d'efforts peuvent conduire à « tomber sous la main de la mélancolie ».
Étymologiquement, le terme mélancolie signifie « atrabile » ou « humeur noire ». Le tempérament mélancolique, avec prédominance de l'atrabile, constitue le quatrième et dernier tempérament dans la médecine hippocratique.
Dürer insère un signe entre le mot « Melencolia » et le « I ». Les exégètes s'interrogent sur sa signification. Il est probable que Dürer l'ait dessiné de manière intentionnelle. Elle pourrait être une simple arabesque décorative, mais son caractère ornemental ne se rencontre pas dans les autres lettres.
A l'époque de Dürer, cette marque était appelée « typus », du grec « typo », qui signifie « image », « figure », ou encore « statue », comme dans l'ouvrage Margarita philosophica de Gregor Reisch. En ce sens, Melencolia typus I désigner un genre ou une suite. Erwin Panofsky y voit l'un des trois types types de mélancolie. On peut aussi y reconnaître la première des humeurs, attribuée à Saturne, la plus haute des planètes, toujours citée la première dans l'échelle ancienne des sept planètes. Le carré magique du tableau est jovien et Jupiter est censé équilibrer la dangereuse bipolarité de Saturne. Cependant, les interprétations divergent : le nombre « I » peut se lire comme le I, la neuvième lettre de l'alphabet.[réf. nécessaire]

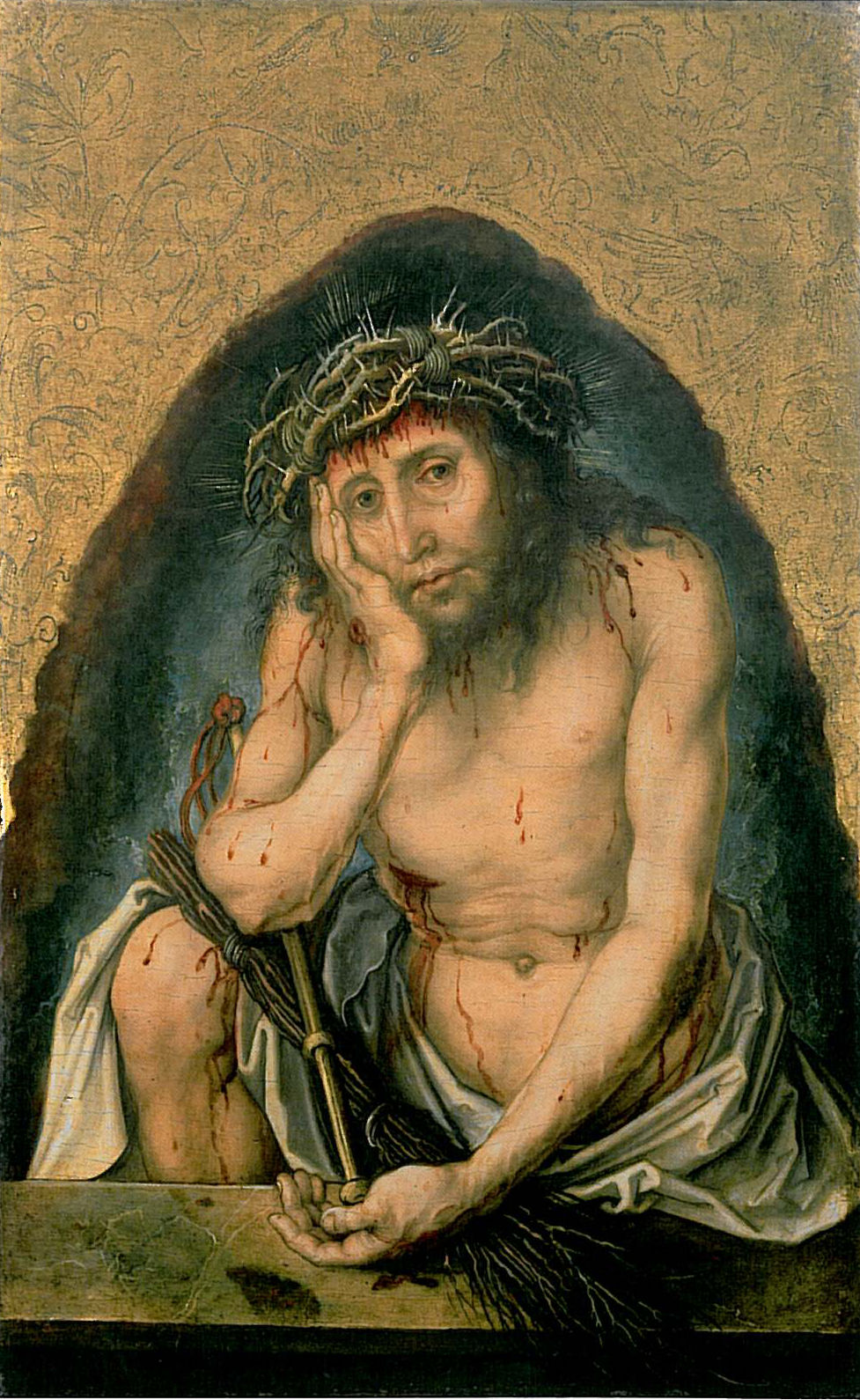
Dürer, L'Homme de douleurs.

Panofsky a écarté l'hypothèse selon laquelle le « I » dans le titre indiquerait que Dürer avait prévu trois autres gravures sur les quatre tempéraments. Il suggère plutôt que le « I » fait référence au premier des trois types de mélancolie définis par Henri-Corneille Agrippa de Nettesheim. D'autres voient le « I » comme une référence au Nigredo, la première étape du processus alchimique.
Ce motif[Lequel ?] devient un sujet pour l'artiste, son génie le plonge souvent dans un état d'esprit similaire à celui de l'allégorie : vouloir créer, mais ne rien pouvoir faire[réf. nécessaire]. Une représentation et une pose très similaires de la figure peuvent être trouvées dans le tableau de Dürer L'Homme de douleurs, qui est conservé à la Staatliche Kunsthalle Karlsruhe.
La présence des divers éléments symboliques, leurs interactions et les multiples échos qu'ils se renvoient, l'unité organique qui se dégage de leur arrangement peuvent conduire à une autre interprétation : la description d'un monde divin et angélique en attente, prêt à restituer à un monde humain, sous l'emprise des ténèbres, la lumière divine oubliée. Cette lecture plongerait le spectateur au cœur d'un univers de connaissances hermétiques. Erwin Panofsky voit dans la Melencolia un autoportrait spirituel du Maître, interprétation nullement exclusive d'autres points de vue[Lesquels ?].
Ursula Marvin du Smithsonian Astrophysical Observatory a identifié l'étoile en arrière-plan de l'image comme la météorite d'Ensisheim du 7 novembre 1492,. Dürer se trouve alors à Bâle, à 38 kilomètres d'Ensisheim. Il peint l'explosion de la météorite au verso d'un petit panneau de bois, dont le recto portait le tableau Saint Jéromôme dans sa cellule. L'historien de l'art David Carritt a attribué l'œuvre à Dürer en 1956.

## Éléments symboliques
L'inventaire des éléments présents dans la gravure inclut une vingtaine d'articles, tous identifiables.
Un ange est assis, tenant sur ses genoux un livre, avec un compas à la main ; une bourse et des clés pendent de sa ceinture. L'ange est apparemment la figure principale de la composition. Beaucoup d'auteurs l'envisagent au féminin, le voyant comme allégorie de la géométrie ou de la mélancolie. À côté de lui, un putto est assis sur une roue de meunier. Le putto et l'ange sont deux figures allégoriques reconnaissables à leurs ailes mises en parallèle. Tous deux sont assis, tournés dans la même direction, et tiennent des objets semblables. Sur ce fond de similitudes, leurs différences d'âge et d'attitude apparaissent renforcées. Posée sur une meule à grains ou un disque d’affûtage, selon certaines interprétations, l’effigie du putto évoque clairement les représentations de la roue de fortune médiévale[réf. nécessaire]. Loin de se ressembler, les deux s'opposent. : Le plus petit est occupé à griffonner, tandis que le plus grand a abandonné toute velléité.
Derrière eux se trouve le coin d'une construction mal définie (maison, piédestal), sur laquelle sont  accrochés un sablier, un cadran solaire, une cloche et une balance.  Un carré magique y a été tracé, et une échelle apparaît en arrière-plan. La balance exprime classiquement une notion de jugement, qui pourrait ici être mise en relation avec un jugement de nature apocalyptique, étant donné la présence des autres éléments de la gravure. Le sablier figure clairement l'écoulement du temps, et cet élément renforce la « posture d'attente » qui semble baigner le monde angélique du premier plan. Toutefois, il est représenté au moment où les deux bulbes contiennent la même quantité de liquide, suggérant plutôt un certain équilibre statique, comme celui de la balance à sa gauche ou la cloche à sa droite. Au-dessus du sablier, le gnomon du cadran solaire ne projette aucune ombre, tandis que celle du sablier est bien marquée sur le mur. Le luminaire devrait se trouver quelque part sur le prolongement de la diagonale montant du coin gauche de la gravure. Le rapport entre la largeur du sablier et celle du carré magique correspond au nombre d'or. L'échelle est souvent associée aux sept Arts libéraux, qui se rapportent à l'hermétisme. La présence d'un creuset alchimique, juste à côté du polyèdre, souligne  la nature hermétique de la gravure. L'échelle pointant vers le ciel, de telle sorte que l'on n'en voit pas le sommet, pourrait être rapprochée de l'échelle de Jacob.
Devant l'ange et le putto, sur le sol, sont représentés divers outils : un creuset sur le feu, une sphère, un lévrier et un polyèdre. Certains se rapportent au travail de la pierre (peut-être destinés à évoquer la réduction en pierre cubique du grand polyèdre), d'autres au travail du bois. Dans le contexte de l'époque de Dürer, ces outils ne peuvent manquer d'évoquer les initiations correspondantes : celle des maçons et des tailleurs de pierre d'une part, celle des charpentiers d'autre part. En alchimie, le lévrier symbolise le métal vil à transmuter ; il représente l’antimoine natif. Le compas est représenté dans la gravure avec une ouverture de 30 degrés, mais, comme on ne le voit pas de face, son angle « véritable » échappe à toute identification précise. Sa valeur semble proche de 51,4 degrés, c'est-à-dire ({\displaystyle 2\pi /7}). Le milieu géométrique de la gravure se trouve très proche de la tête du compas, un peu au-dessus. Un certain agencement circulaire autour de ce centre est perceptible, bien que l'organisation gauche/droite et haut/bas revête également une grande importance.

Gravure sur bois Typus geometriae de Gregor Reisch, Margarita philosophica, 1504.

Les outils répertoriés sont en général considérés comme des symboles de l'effort créatif aux côtés des formes géométriques. Gregor Reisch l'illustrait déjà dans son encyclopédie Margarita philosophica (1504) dans une gravure sur bois au titre latin Typus geometriae. Ils doivent être compris comme un appel à l'action qui rendra le monde plus compréhensible et mieux gérable.
En arrière-plan, une surface d'eau et une partie du ciel où apparaissent un arc-en-ciel (ou une trajectoire elliptique), un corps céleste dont la nature exacte reste à déterminer, et un animal volant, chauve-souris ou gargouille, qui montre, sur la face interne de ses ailes, une inscription comprenant un élément ornemental en forme de S et l'inscription « Melencolia I », ou plutôt, si on utilise le signe § toujours en usage : « Melencolia § I ». Selon Erwin Panofsky, la Melencolia serait « dans un lieu froid et solitaire, non loin de la mer » et les arbres entourés d'eau suggéreraient les inondations liées à Saturne, opinion rejetée par Maurizio Calvesi. Plus récemment, Dominique Radrizzani propose de reconnaître dans la construction fortifiée de l'arrière-plan une évocation du château de Chillon sur le lac Léman en Suisse.
La représentation est une vue perspective avec le côté droit encombré de détails, tandis que le côté gauche apparaît plutôt vide.
La date 1514, qui apparaît à côté du monogramme de Dürer, figure aussi dans le carré magique. La mère de Dürer est morte cette même année, ce qui expliquerait une partie de sa mélancolie,.

### Carré magique
| 16 | 3  | 2  | 13 |
| 5  | 10 | 11 | 8  |
| 9  | 6  | 7  | 12 |
| 4  | 15 | 14 | 1  |

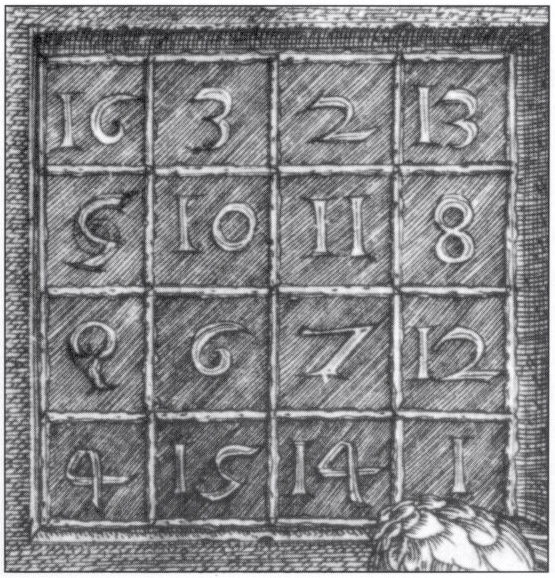
Détail du carré magique :

Sur le mur derrière l'ange, figure un carré magique, dont la valeur s'élève à 34. Les carrés magiques sont, notamment dans les ésotérismes juif et islamique, associés à des connaissances secrètes qui furent transmises, pendant et avant l'époque de Dürer, par des confréries d'ésotérisme chrétien qui maintenaient des relations suivies avec les initiés à l'ésotérisme islamique.
On peut remplir une grille carrée de nombres en ordonnant ceux-ci de 1 à 16 (ou à 9, 25 ou tout autre carré parfait supérieur à 4) de manière que la somme sur chaque ligne horizontale, verticale ou diagonale ait la même valeur. Les carrés magiques utilisés en hermétisme se caractérisent par un ordre n, c’est-à-dire qu’ils contiennent n lignes et n colonnes, correspondant aux entiers allant de 1 à {\displaystyle n^{2}}. La somme de tous les nombres d'un tel carré magique de taille n a pour valeur :
{\displaystyle 1+2+\cdots +n^{2}={\frac {n^{2}(n^{2}+1)}{2}}~,}
tandis que la valeur de ce carré, c'est-à-dire le même nombre que l'on retrouve en sommant les lignes, les colonnes, ou les deux diagonales vaut, puisqu'il y a n lignes et n colonnes, la quantité précédente divisée par n c'est-à-dire :
{\displaystyle {\frac {1+2+\cdots +n^{2}}{n}}={\frac {n(n^{2}+1)}{2}}~.}
Les différentes tailles n sont mises en correspondance avec les « cieux » dans les représentations traditionnelles. Le carré d'ordre 4, tel celui que l'on trouve dans la Melencolia, est associé au ciel de Jupiter. Par conséquent, la somme de tous ces nombres est de 136, et sa valeur est de 34. Le carré d'ordre 3 correspond au ciel de Saturne. Le carré d'ordre 6 est traditionnellement associé au ciel du Soleil. La somme de tous ses nombres vaut donc {\displaystyle 1+2+\cdots +6^{2}=1+2+\cdots +36=666}, et sa valeur est 111. Ainsi, on retrouve le fait que, selon la Kabbale, 666 se caractérise d’abord comme un nombre « solaire ». C’est uniquement son aspect négatif, qu’on doit considérer comme « maléfique », et non le nombre en lui-même, qui garde avant tout cet aspect solaire.
Le carré figurant dans la Melencolia correspond à un type particulier de carré magique. La somme dans l’un de ses quatre quadrants, ainsi que la somme des nombres du carré du milieu, valent également 34, la valeur du carré 48. C'est un « carré magique gnomon ».
Vers la fin du XVe siècle, Luca Pacioli a été le premier à publier des exemples. Il est douteux que Dürer ait eu connaissance du manuscrit De Philosophia Occulta que Cornelius Agrippa avait rédigé vers 1510, mais qui n'a été publié qu'entre 1531 et 1533. L'arrangement particulier qu'il a choisi, comporte, au milieu de la dernière ligne, les nombres 15 et 14 qui correspondent à la date de la gravure, 1514. De plus, étant lié avec Jupiter, par son caractère « jovial » ce carré devrait être une influence bénéfique contre la mélancolie. Les propriétés numérologiques de cet élément de la gravure peuvent donner l'occasion à de nombreuses interprétations. La valeur numérique du carré magique présent dans la Mélencolia est 34. Ici, ce sont les nombres 3 et 4 qui sont significatifs ; ils apparaissent de façon symétrique dans la Tetractys pythagoricienne : 1 + 2 + 3 + 4 = 10 = 3 + 4 + 3. Ce carré magique est relié à une certaine interprétation cyclique du dénaire (cf. La monade hiéroglyphique de John Dee, composée à Londres et terminée en 1564, donc véhiculant probablement des connaissances contemporaines à la vie de Dürer), et donc, dans le cas de la gravure, à une interprétation de nature apocalyptique. Dans le carré magique, si on se réfère aux carrés intérieurs, en parcourant le sens des aiguilles d'une montre, on trouve la suite consécutive des nombres 14, 15, 16, 17, 18, 19, 20, avec un dédoublement pour la valeur 17.

### Polyèdre

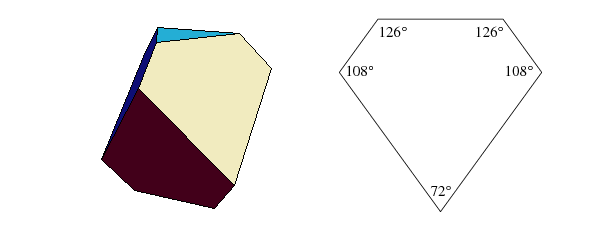
Une vue en perspective du solide de Dürer reconstruit (à gauche) et la géométrie d'une face non triangulaire.

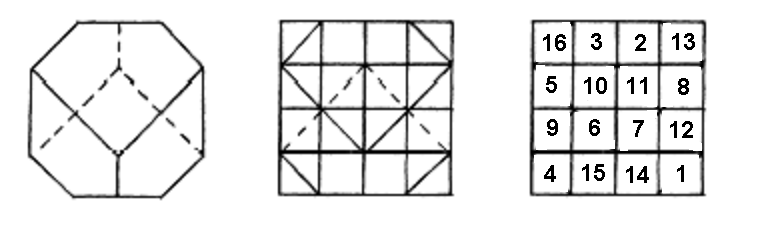
Le polyèdre en vue frontale, son quadrillage et le carré magique

La signification du polyèdre est une énigme qui est encore débattue. Ce polyèdre s'apparente aux solides d'Archimède mais c'est une construction originale qu'on a fini par appeler, faute de mieux, « polyèdre de Dürer » ou « solide de Dürer ».
Il s'agit d'un polyèdre à huit faces. Dürer ne précisa pas, dans les documents qui nous sont restés, la façon dont ce polyèdre peut être construit. Cependant, en 1999, Schreiber remarqua que ce solide peut être obtenu à partir d'un cube, d'abord étiré pour produire six faces rhombiques ayant des angles de 72°, puis tronqué à son sommet et sa base pour donner les faces triangulaires dont les sommets sont sur la sphère inscrite sur les six sommets restants du cube.
Le polyèdre figure non loin d'une sphère dans la gravure. Or le polyèdre de Dürer est sphérique, c'est-à-dire que ses sommets sont tous situés à égale distance par rapport à un centre.
Il est remarquable qu'une projection dans un plan perpendiculaire aux faces triangulaires inscrive la figure dans une grille carrée de dimension 4 x 4 dont les sommets sont tronqués. Ainsi, une correspondance s'établit entre le solide géométrique et le carré arithmétique.

Le graphe de Dürer, associé au solide de Dürer.

Le dessin préparatoire de ce polyèdre où Dürer indique les arêtes non visibles se trouve dans un carnet autographe de l’artiste conservé à la SLUB (Bibliothèque d'État et universitaire de Saxe à Dresde). Le polyèdre, tracé en perspective, y est représenté sur une estrade aux coins tronqués elle aussi en perspective, à l’instar de cet énigmatique solide. Or, si la construction de ce polyèdre a fait l’objet de plusieurs études, il n’existe par contre que peu de recherches relatives à sa position centrale dans la gravure. L’artiste plasticien Frank Morzuch a étudié ce polyèdre à Dresde après avoir constaté que le prolongement de ses arêtes permet d’établir une grille fondamentale d’ordre 3 apparentée au carré de Saturne que vient contrecarrer la grille d’ordre 4 du carré planétaire de Jupiter introduite à dessein, selon Erwin Panofsky, pour corriger la dangereuse bipolarité de Saturne. Ces deux grilles sont en relation avec les barreaux de l’échelle dont les degrés horizontaux jurent avec la remarquable mise en perspective du polyèdre comme l’a indiqué Eberhard Schröder. Cette découverte en relation avec les carrés planétaires ouvre la voie à une interprétation encore inédite confirmant la thèse qui fait de cette gravure une magistrale leçon de géométrie cryptée, celle-là même qu’Albrecht Dürer est allé chercher à Bologne lorsqu’il informe Willibald Pirckheimer, dans sa lettre de Venise du 13 octobre 1506 : Encore dix jours ici et j’en aurai fini. Ensuite, je voudrais me rendre à cheval à Bologne pour apprendre l’art de la perspective secrète que quelqu’un doit m’enseigner.
Le squelette du polyèdre de Dürer est un graphe à 12 sommets (figure ci-contre).
Sur le polyèdre, on peut apercevoir les traits indistincts d'un visage, un peu penché sur la droite. Peut-être est-ce un portrait de l'auteur ; on peut aussi voir un crâne humain, qui pourrait symboliser la finitude de la vie humaine dans la mélancolie. D'autres motifs semblent pouvoir être identifiés comme des traits d'animaux (singes).

## Interprétations

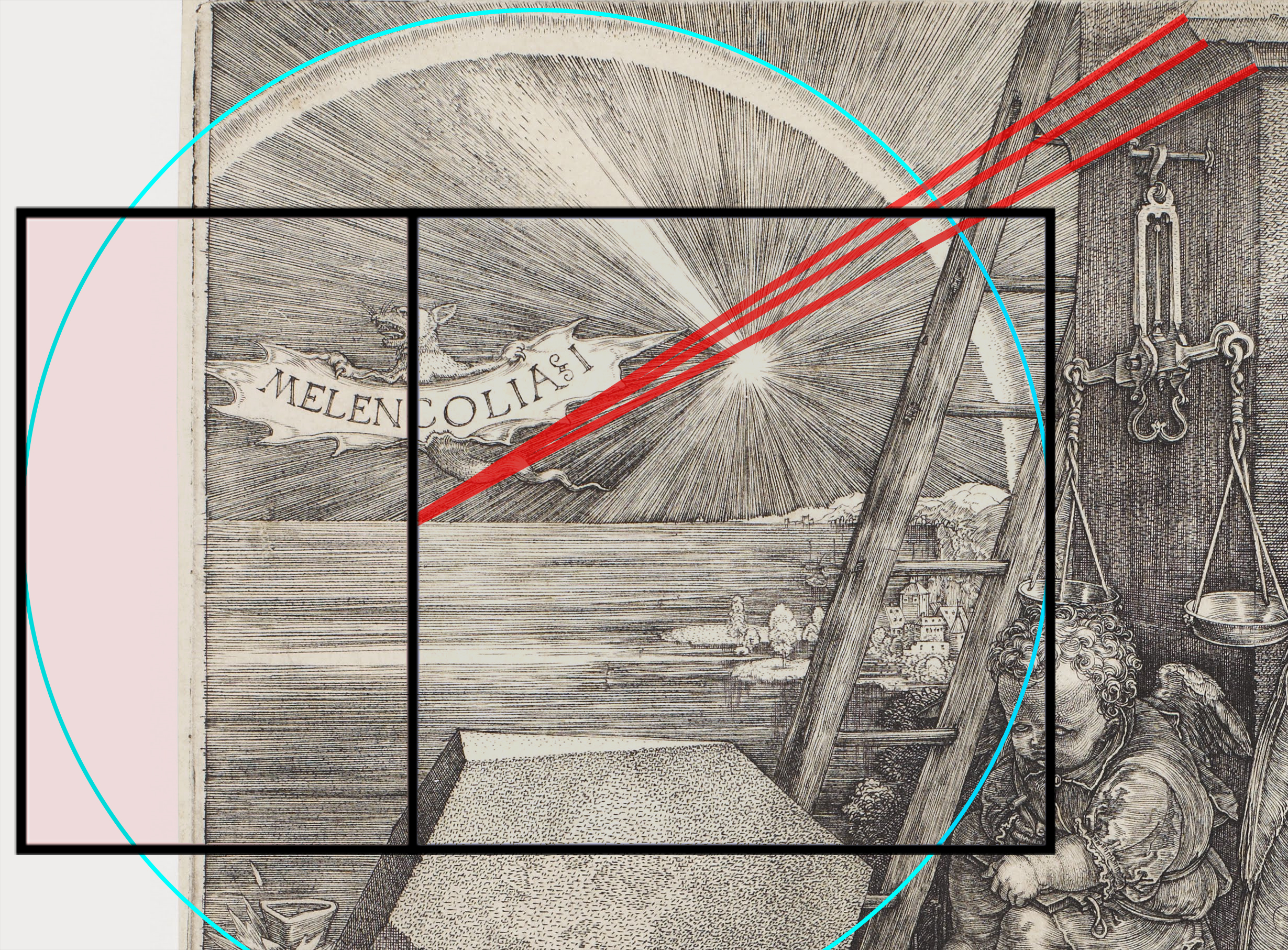
Nombre d'or.

Le foisonnement de symboles a donné lieu à de très nombreuses interprétations. De nos jours, il ne semble pas possible qu'une seule puisse rendre compte, d'une façon satisfaisante de tous les éléments de la gravure. Il n'est guère convaincant de se rabattre sur une intention de l'auteur à jamais inaccessible ; non seulement les symboles sont susceptibles de lectures plurielles, mais leur présence simultanée engendre des combinaisons dont la multiplicité ne saurait être épuisée. Toutefois l'exploration de certains thèmes a produit des interprétations qui méritent une certaine attention.
L'ami et premier biographe de Dürer, Joachim Camerarius l'Ancien, écrit le premier récit de la gravure en 1541. Abordant son symbolisme apparent, dit-il, « pour montrer que ces esprits [affligés] saisissent généralement tout et comment ils sont fréquemment emportés dans des absurdités, [Dürer] dressa devant elle une échelle dans les nuages, tandis que l'ascension au moyen d'échelons est […] entravé par un bloc carré de pierre ». Plus tard, l'historien de l'art du XVIe siècle Giorgio Vasari décrit Melencolia I comme une prouesse technique qui « émerveille le monde entier ».
La plupart des historiens de l'art considèrent l'estampe comme une allégorie, en supposant qu'un thème unifié peut être trouvé dans l'image si ses symboles constitutifs sont « déverrouillés » et mis en ordre conceptuel. Ce type d'interprétation suppose que l'impression est un Vexierbild (une « image de puzzle ») ou un rébus dont les ambiguïtés peuvent être résolues. D'autres voient l'ambiguïté comme intentionnelle et insoluble. Mitchell B. Merback note que des ambiguïtés subsistent même après l'interprétation de nombreux symboles individuels : le spectateur ne sait pas s'il fait jour ou crépuscule, où se trouvent les personnages ou la source d'éclairage. L'échelle appuyée contre la structure n'a ni début ni fin évidents, et la structure dans son ensemble n'a aucune fonction évidente. La chauve-souris peut voler de la scène, ou est peut-être une sorte de démon lié à la conception traditionnelle de la mélancolie.
Certaines relations avec la théorie des humeurs, l'astrologie et l'alchimie sont importantes pour comprendre l'histoire interprétative de l'estampe. Depuis la Grèce antique, on pensait que la santé et le tempérament d'un individu étaient déterminés par les quatre humeurs : la bile noire (humeur mélancolique), la bile jaune (humeur colérique), le flegme (humeur flegmatique) et le sang (humeur sanguine). En astrologie, chaque tempérament était sous l'influence d'une planète, Saturne dans le cas de la mélancolie. Chaque tempérament était également associé à l'un des quatre éléments ; la mélancolie était associée à la terre et était considérée comme « sèche et froide » en alchimie. La mélancolie était traditionnellement le moins désirable des quatre tempéraments, créant une constitution qui était, selon Panofsky, « maladroite, avare, méchante, cupide, malveillante, lâche, infidèle, irrévérencieuse et somnolente ». Depuis Panofsky, la lecture de cette gravure au contenu philosophique est en effet rapportée à la pensée néo-platonicienne sur la théorie des humeurs prônée par le Florentin Marsile Ficin, dont le traité De vita triplici a été publié en allemand à Nuremberg en 1505 par Anton Koberger, le parrain de Dürer.
En 1905, Heinrich Wölfflin qualifie l'estampe d'« allégorie de la pensée profonde et spéculative ». Quelques années plus tôt, l'historien de l'art viennois Karl Giehlow publie deux articles qui jettent les bases de l'étude approfondie de l'estampe par Panofsky. Giehlow s'est spécialisé dans l'intérêt humaniste allemand pour les hiéroglyphes et interprète Melencolia I en termes d'astrologie, qui avait présenté un intérêt pour les intellectuels liés à la cour de Maximilien Ier (empereur du Saint-Empire) à Vienne (Autriche). Giehlow trouve dans l'impression une « somme érudite de ces intérêts, une représentation complète du tempérament mélancolique, ses valeurs positives et négatives maintenues en parfait équilibre, son potentiel de « génie » suspendu entre l'inspiration divine et la folie noire ».
Erwin Panofsky propose de voir Melencolia comme un autoportrait spirituel de Durer, souhaitant mesurer le monde à l'aune de son art mais restant éternellement insatisfait, du fait de son ambition inatteignable. Elle plonge d'ailleurs le spectateur, qui ne parvient pas lui-même à épuiser l'étendue de ses significations, dans un état comparable de mélancolie. Cette interprétation est développée dans les éditions successives du livre Saturne et la mélancolie qui reste une référence sur le sujet.
Patrick Doorly suggère que Melencolia I serait l'illustration de l'échec à définir la beauté tel que Platon l'a décrite dans son dialogue Hippias majeur.
Louis Barmont a écrit une étude sur l'ésotérisme de Melencolia intitulée L'ésotérisme d'Albert Dürer, la Mélencolia (1947), dans laquelle il avance l'appartenance de Dürer à des sociétés d'ésotérisme chrétien de son temps.
Dans son Formulaire de haute magie (1937), Pierre Piobb propose une interprétation du carré magique et des divers éléments présents dans le tableau.
Karel Vereycken, dans Albrecht Dürer contre la Mélancolie néo-platonicienne (2005), estime que l'humanisme chrétien de Dürer, ami d'Érasme de Rotterdam, le porte à polémiquer contre un néoplatonisme de plus en plus païen.
Gérard de Nerval, écrit dans El Desdichado :
Je suis le Ténébreux, - le Veuf, - l'Inconsolé,

Le Prince d'Aquitaine à la Tour abolie :

Ma seule étoile est morte, - et mon luth constellé

Porte le Soleil noir de la Mélancolie.
Certains auteurs établissent une relation entre ce Soleil noir de la Mélancolie nervalien et l'astre rayonnant d'une lumière noire dans la gravure de Dürer. D'autres auteurs établissent une relation entre cet astre et la notion du « Satellite sombre », telle qu'on la trouve par exemple chez Burgoyne. Une telle interprétation irait dans le sens d'une forte prégnance « apocalyptique » à l'œuvre : le Satellite sombre, dont le rayonnement dans la gravure de Dürer semble apporter sa part de victoire à la créature volante, et dont les effluves se déversent sur l'ensemble du monde humain (symbolisé ici par l'arrière-plan), représenterait le triomphe passager de l'obscurcissement et des ténèbres, qui ne seront dissipées que lorsque les éléments divins du premier plan se « réveilleront » au moment opportun.

### Iconographie

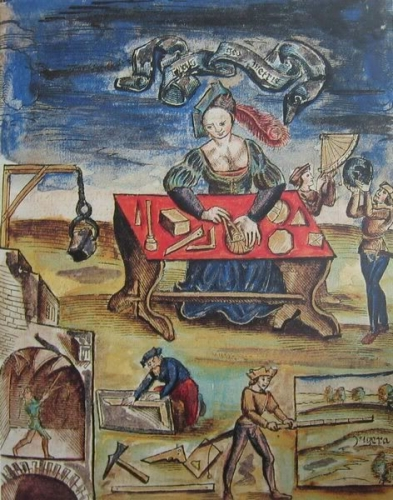
Ancienne gravure sur bois avec une allégorie de la géométrie de la Margarita philosophica de Gregor Reisch. Elle représente de nombreux objets également vus dans Melencolia I.

Selon Panofsky, qui a écrit trois fois sur l'estampe entre 1923 et 1964, Melencolia I combine les iconographies traditionnelles de la mélancolie et de la géométrie, toutes deux gouvernées par Saturne. La géométrie est l'un des sept arts libéraux et sa maîtrise est considérée comme vitale pour la création du grand art, qui a été révolutionné par de nouvelles compréhensions de la perspective. Dans la gravure, les symboles de la géométrie, de la mesure et des métiers sont nombreux : le compas, la balance, le marteau et les clous, le rabot et la scie, la sphère et l'insolite polyèdre. Panofsky a examiné les personnifications antérieures de la géométrie et a trouvé beaucoup de similitudes entre la gravure de Dürer et une allégorie de la géométrie dans le Margarita philosophica de Gregor Reisch (1503), une encyclopédie populaire,.
D'autres aspects de la gravure reflètent le symbolisme traditionnel de la mélancolie, comme la chauve-souris, le chien émacié, la bourse et les clés. La figure porte une couronne de plantes « humides » pour contrer la sécheresse de la mélancolie, et elle a le visage sombre et l'apparence échevelée associés à l'état mélancolique. L'intensité de son regard suggère cependant une intention de s'écarter des représentations traditionnelles de ce tempérament. Le carré magique est un talisman de Jupiter, une planète de bon augure qui repousse la mélancolie ; différentes tailles de carrés étaient associées à différentes planètes, le carré 4 × 4 représentant Jupiter,. Même le paysage marin lointain, avec de petites îles d'arbres inondés, se rapporte à Saturne, le « seigneur de la mer », et à son contrôle des inondations et des marées.
Erwin Panofsky voit dans l'image une expression pour la Melencolia artificialis, une mélancolie artistique qui n'est pas dépressive mais ingénieuse, mais qui, influencée par la planète Saturne, tend à la mélancolie. Panofsky pense que la compréhension de Dürer de la mélancolie est influencée par les écrits de l'humaniste allemand Henri-Corneille Agrippa de Nettesheim, et avant lui de Marsile Ficin qui pense que la plupart des intellectuels sont influencés par Saturne et sont donc mélancoliques. Il assimile la mélancolie à l'élévation de l'intellect, puisque la bile noire « élève la pensée à la compréhension du plus haut, car elle correspond au plus haut des planètes ». Avant la Renaissance, les mélancoliques sont dépeints comme incarnant le vice de l'acédie, c'est-à-dire la paresse spirituelle. Les écrits de Ficin et Agrippa donne à la mélancolie des connotations positives, l'associant à des envolées de génie qui permettent la créativité. Comme le résume l'historien de l'art Philip Sohm, Ficin et Agrippa attribuent aux intellectuels de la Renaissance une « conception néoplatonicienne de la mélancolie comme inspiration divine ». Sous l'influence de Saturne, « l'imagination mélancolique a pu être amenée à des réalisations remarquables dans les arts ». Dürer connait par sa propre expérience les dangers qui guettent lorsqu'il y avait trop de tension mentale et l'exprime à travers la personnification de Melencolia.
Agrippa définit trois types de génie mélancolique dans son De occulta philosophia. La première, la Melencolia imaginativa, concerne les artistes, dont la faculté imaginative est considérée comme plus forte que la raison (par rapport, par exemple, aux scientifiques) ou l'esprit intuitif (par exemple, les théologiens). Dürer aurait pu faire référence à ce premier type de mélancolie, celle de l'artiste, par le « I » du titre. On pensait que la mélancolie attirait les daimôns qui produisaient des accès de frénésie et d'extase chez les affligés, élevant l'esprit vers le génie. Dans le sommaire de Panofsky, le mélancolique imaginatif, sujet de l'estampe de Dürer, « typique [de] la première forme, ou la moins exaltée, de l'ingéniosité humaine. Elle peut inventer et construire, et elle peut penser […] mais elle n'a pas accès au monde métaphysique […]. [Elle] appartient en effet à ceux qui « ne peuvent étendre leur pensée au-delà des limites de l'espace ». C'est l'inertie d'un être qui renonce à ce qu'il pourrait atteindre parce qu'il ne peut atteindre ce à quoi il aspire ». La personnification de la mélancolie par Dürer est celle d'« un être à qui son royaume attribué semble intolérablement limité - d'un être dont les pensées « ont atteint la limite». Melencolia I dépeint un état d'inspiration perdue : la figure est « entourée par les instruments du travail créatif, mais sombre tristement avec le sentiment qu'elle n'accomplit rien ».
L'autobiographie traverse de nombreuses interprétations de Melencolia I, y compris celle de Panofsky. Iván Fenyő considère l'estampe comme une représentation d'un artiste en proie à une perte de confiance, déclarant : « peu de temps avant que [Dürer] ne dessine Melencolia, il écrivait : « ce qui est beau, je ne le sais pas ». Melencolia est une confession lyrique, l'introspection consciente de l'artiste de la Renaissance, sans précédent dans l'art nordique. Erwin Panofsky a raison de considérer cette admirable planche comme l'autoportrait spirituel de Dürer. ».

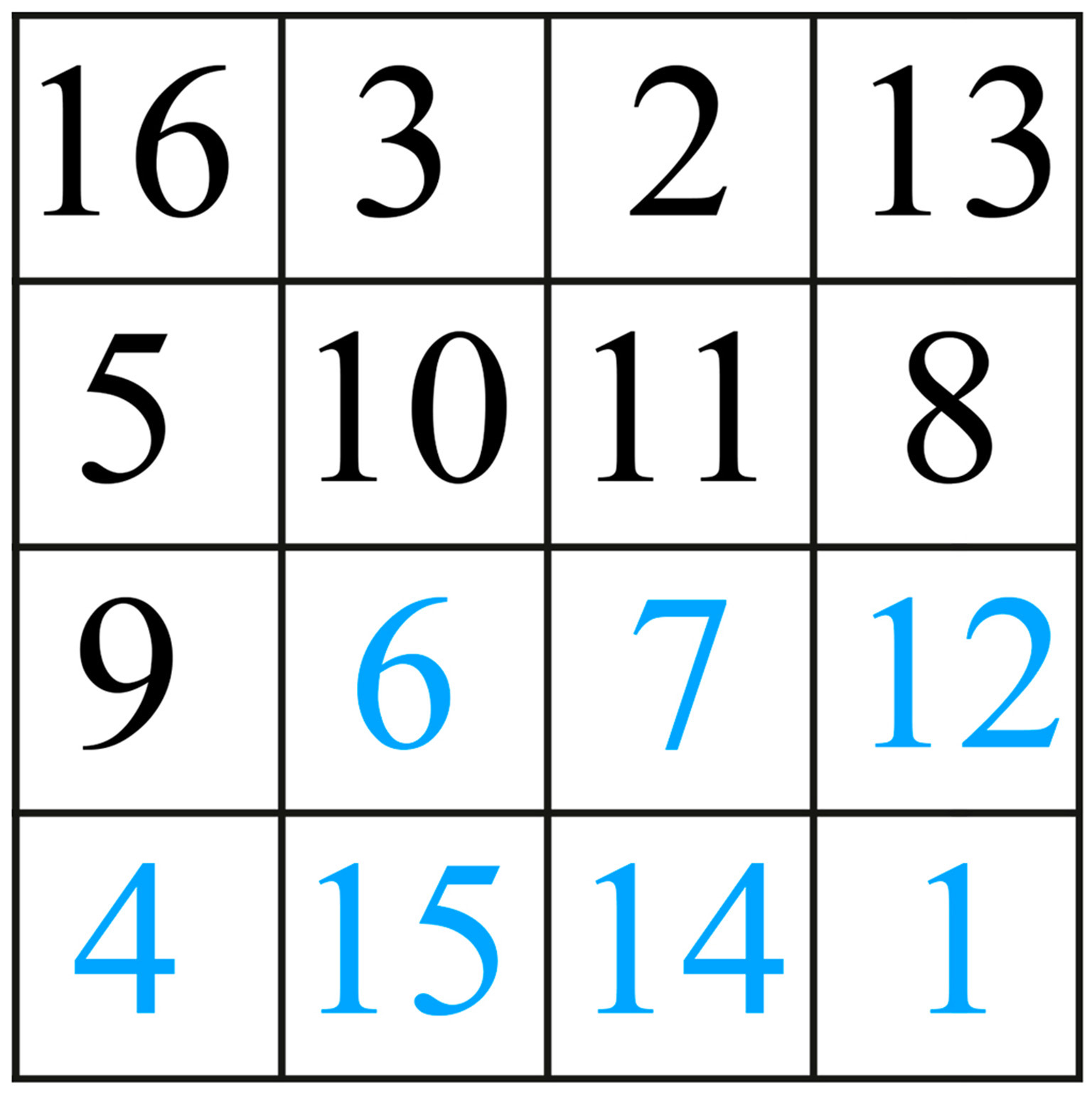
Carré magique « jovien ».

Au sein du carré magique de Melencolia I, les combinaisons à reconnaître sont variées et surprenantes : « chaque groupe aux coins, formé de quatre carrés (16, 3, 5, 10 - 2, 13, 11, 8 - 9, 6, 4, 15 – 7, 12, 14, 1), a la somme de 34. Le même nombre est obtenu en additionnant les chiffres du groupe central (10, 11, 6, 7), mais aussi ceux des cases d'angle (16, 13, 4, 1). Le même résultat est obtenu en ajoutant les chiffres sur les lignes horizontales, verticales et diagonales. Nous obtenons toujours 34. Au total, le nombre se produit seize fois. Seize est le nombre total de cases. C'est une propriété qui apparaît également dans la Tabula Jovis d'Henricus Cornelius Agrippa von Nettesheim, mais qui est passée inaperçue pour beaucoup, peut-être parce qu'elle n'apparaît pas dans la liste de ses caractéristiques, dressée par l'auteur lui-même. La caractéristique des sommes de chaque zone est également partagée dans les schémas analogues de Mescupolo et de Paracelse. Malgré la similitude avec ceux-ci, le carré magique de Melencolia I ne semble pas choisi pour suivre une tradition hermétique. L'exclusivité tacite de ce type de carré peut être la raison de la dédicace à Jupiter (privilégiée des dieux et la plus grande des planètes) et du choix de Dürer. En vérité, sa source la plus fiable se trouve dans la description que Luca Pacioli propose comme une agréable curiosité [« ligiadro solazo » (f. 122 r)], attribuant son origine aux plus grands astronomes, « Ptolomeo al humasar ali, al fragano, Geber et à tous les autres ». Ceux-ci « ont dédié à Jupiter [planète « Giove »] la figure composée de 4 carrés de chaque côté, avec les nombres disposés de manière à obtenir 34 pour chaque direction, soit 16, 3, 2, 13 et dans la ligne suivante 5, 10, 11, 8, donc dans la troisième ligne 9 [etc.] comme on le voit dans la marge. » Ce schéma indiqué n'apparaissant pas dans le manuscrit, il a été complété par des chiffres bleus. Le carré magique de Melencolia I représente un exercice jovien (lat. iovialis, de Iovis) pour contrer les influences de la mélancolie. En bas au centre, l'union des chiffres 15 et 14 indique une année bien triste.

### Interprétations contemporaines

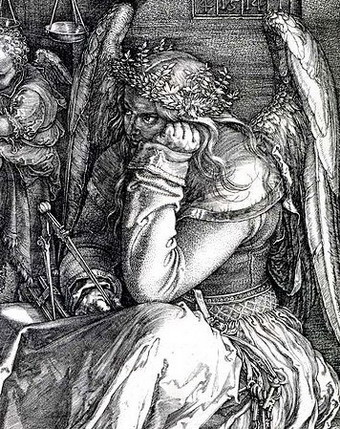
Détail.

En 1991, Peter-Klaus Schuster publie Melencolia I : Dürers Denkbild, une histoire exhaustive de l'interprétation de l'estampe en deux volumes. Son analyse, selon laquelle Melencolia I est une « allégorie élaborée de la vertu […] structurée par une opposition presque schématique de la vertu et de la fortune » arrive alors que les lectures allégoriques sont remises en question. Dans les années 1980, les chercheurs commencent à se concentrer sur les contradictions inhérentes à l'estampe, trouvant un décalage entre « l'intention et le résultat » dans l'effort d'interprétation qu'il semble exiger. Martin Büchsel, contrairement à Panofsky, trouve dans l'estampe une « négation » de la conception humaniste de Ficin de la mélancolie. Son chaos se prête à des interprétations modernes qui y trouvent un commentaire sur les limites de la raison, de l'esprit et des sens, et de l'optimisme philosophique. Par exemple, Dürer peut avoir rendu l'image impénétrable afin de simuler l'expérience de la mélancolie chez le spectateur.
Joseph Leo Koerner abandonne les lectures allégoriques dans son commentaire de 1993, décrivant la gravure comme délibérément obscure, de sorte que le spectateur réfléchit à son propre travail d'interprétation. Il écrit : « Le vaste effort des interprètes ultérieurs, dans toute leur industrie et leurs erreurs, témoigne de l'efficacité de l'estampe comme occasion de réflexion. Au lieu de médiatiser un sens, Melencolia semble conçu pour générer des lectures multiples et contradictoires, pour orienter ses spectateurs vers un travail d'exégèse sans fin jusqu'à ce qu'épuisés, à la fin, ils découvrent leur propre portrait dans la personnification insomniaque et inactive de la mélancolie de Dürer. Interpréter la gravure elle-même devient un détour vers l'autoréflexion. »
En 2004, Patrick Doorly soutient que Dürer était plus préoccupé par la beauté que par la mélancolie. Doorly a trouvé un support textuel pour des éléments de Melencolia I dans Hippias majeur de Platon, un dialogue sur ce qui constitue le beau, et d'autres œuvres que Dürer aurait lues en conjonction avec sa conviction que la beauté et la géométrie, ou la mesure, étaient liées. Dürer a en effet écrit un traité sur les proportions humaines, l'une de ses dernières grandes réalisations. Il a été exposé à une littérature variée qui a pu influencer la gravure par son ami et collaborateur, l'humaniste Willibald Pirckheimer, qui a également traduit du grec. Dans le dialogue de Platon, Socrate et Hippias d'Élis envisagent de nombreuses définitions du beau. Ils se demandent si ce qui est agréable à voir et à entendre est le beau, que Dürer symbolise respectivement par le regard intense de la figure et la cloche. Le dialogue examine ensuite la notion selon laquelle « l'utile » est le beau, et Dürer écrit dans ses notes : « L'utilité fait partie de la beauté. Donc ce qui est inutile chez un homme n'est pas beau ». Doorly interprète les nombreux outils utiles de la gravure comme symbolisant cette idée ; même le chien est un chien de chasse « utile ». À un moment donné, le dialogue fait référence à une roue de moulin, un objet inhabituel et spécifique qui apparaît dans les deux sources par coïncidence. De plus, Dürer a peut-être vu le dodécaèdre parfait comme représentatif du beau (la « quintessence »), basé sur sa compréhension des solides de Platon. Le polyèdre « raté » de la gravure symbolise donc une incompréhension du beau, et la figure, remplaçante de l'artiste, s'assombrit.
Dans Perfection's Therapy (2017), Merback soutient que Dürer voulait que Melencolia I soit une image thérapeutique. Il passe en revue l'histoire des images de consolation spirituelle au Moyen Âge et à la Renaissance, et souligne comment Dürer a exprimé son engagement éthique et spirituel envers ses amis et sa communauté à travers son art. Il écrit que « la thématique d'une réflexion intérieure édifiante sur la vertu, comprise comme un impératif éthico-thérapeutique pour le nouveau type d'intellectuel pieux envisagé par l'humanisme, sous-tend certainement la conception de Melencolia ». Les amitiés de Dürer avec les humanistes ont animé et fait avancer ses projets artistiques, construisant en lui la « conception de soi d'un artiste ayant le pouvoir de guérir ». Les traitements de la mélancolie dans l'Antiquité et à la Renaissance reconnaissaient parfois la valeur de « la réflexion et l'exhortation raisonnées » et mettaient l'accent sur la régulation de la mélancolie plutôt que sur son élimination « afin qu'elle puisse mieux remplir son rôle donné par Dieu en tant qu'aide matérielle pour l'amélioration du génie humain ». L'ambiguïté de Melencolia I dans ce point de vue « offre un entraînement mental modéré qui calme plutôt qu'excite les passions, une stimulation des puissances supérieures de l'âme, une évacuation qui dissipe les vapeurs qui assombrissent l'esprit. Ceci, en un mot, est une forme de catharsis - non pas au sens médical ou religieux d'une « purification » des émotions négatives, mais une « clarification » des passions avec des conséquences à la fois éthiques et spirituelles ».

### Interprétation néoplatonicienne
(octobre 2024).
Une interprétation néoplatonicienne a été proposée par Norbert-Bertrand Barbe en 2022 à partir du symbolisme du dodécaèdre comme symbole du ciel chez Platon (Timée 55c), repris par Luca Pacioli dans De divina proportione (1509), et Guillaume de Saluste du Bartas dans La seconde Sepmaine (1584).
La figure féminine de la gravure combine elle-même, comme l'ont souvent noté les interprètes de l'œuvre, dont Panofsky, les traits d'Uranie, Muse de l'Astronomie, associée au globe, aux instruments de mesure et au compas, et de Polymnie, Muse de la Géométrie et de la méditation, souvent représentée pensive. C'est ce qui s'explique par le lien entre les deux en tant qu'elles incarnent respectivement la Vénus céleste de l'amour divin et la Vénus humaine des pulsions charnelles, selon Le Banquet (187d-187e) et dans toute la tradition postérieure, illustrée par la toile du Titien Amour sacré et Amour profane (1524-1525) contemporaine de la gravure de Dürer, mais aussi chez Du Bartas, ou dans Le Paradis perdu (1667, VII, v. 5) de John Milton. Les deux types d'amour divin et humain sont au centre des préoccupations des néoplatoniciens Marsile Ficin dans son Commentaire au Banquet, Jean Pic de la Mirandole et Mario Equicola.
C'est ainsi que Ficin dans son Commentaire explique comment les passions ou « fureurs », liées aux trois types de mélancolie, font descendre l'âme de Dieu à notre monde, et comment celles-ci peuvent aussi la faire remonter du monde vers Dieu. Dans ce processus Ficin désigne comme intermédiaire entre l'âme et Dieu ce qu'il appelle l'Ange. Or, la figure de la gravure est ailée, dans un contexte intermédiaire entre le jour et la nuit, et entre les différents éléments : la terre, l'eau et le ciel. Elle est aussi entourée des Arma Christi : l'échelle, les tenailles, la bourse, les clous, le marteau, et de la meule de l'Apocalypse 18, 21, passage illustré par Dürer dans L'Apocalypse (Dürer) (1498). Selon cette lecture, la gravure illustrerait donc le type le plus haut de mélancolie (et non le plus bas, voir les débats sur le signe I porté par la chauve-souris et qui donne son titre à l'œuvre), figurant l'Ange qui ramène l'âme à Dieu. Dans ce cadre, des trois Meisterstiche, Le Chevalier, la Mort et le Diable représente le Miles Christi ou Foi active, Saint Jérôme dans sa cellule la Foi contemplative, et la Melencolia I, à l'instar de la toile contemporaine du Titien, l'union avec Dieu, héritée de l'Unio mystica de la Grande Mystique médiévale : Henri Suso, Maître Eckhart, Hildegarde de Bingen. Alors que Le Chevalier, la Mort et le Diable mettrait en évidence une iconographie proto-protestante dont le motif se retrouve dans la Loi et Évangile (Cranach, Gotha) (1529), Melencolia I est un exemple de la forte influence de l'esprit de la Renaissance italienne, notamment mantouane, dans l'œuvre de Dürer.

## Postérité

### Art pictural

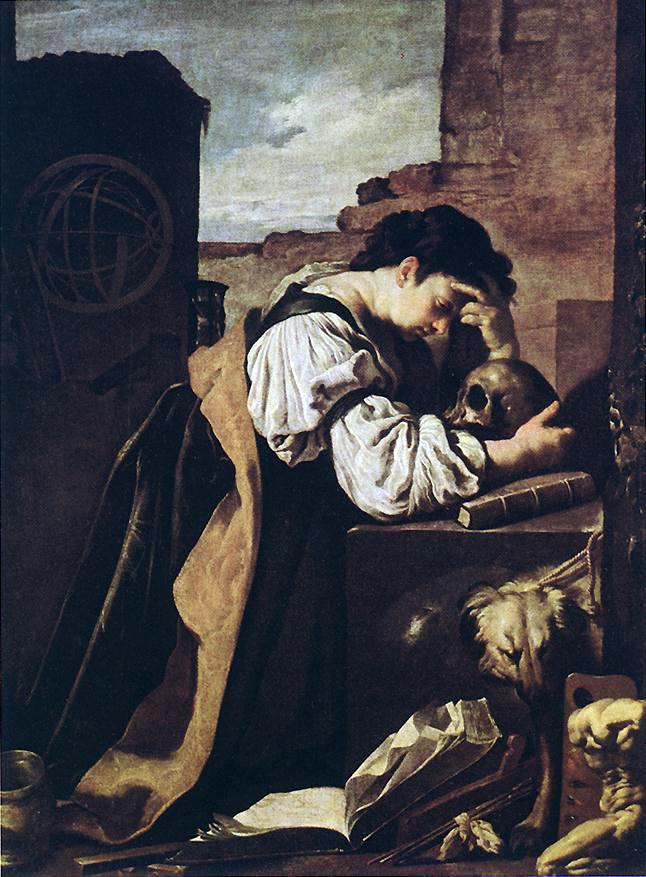
Le personnage de la Mélancolie ou Méditation de Domenico Fetti (vers 1620), personnifie la Mélancolie et la Vanité.

Les artistes du XVIe siècle ont utilisé Melencolia I comme source, soit dans des images uniques personnifiant la mélancolie, soit dans le type plus ancien dans lequel les quatre tempéraments apparaissent. Lucas Cranach l'Ancien utilise ses motifs dans de nombreuses peintures entre 1528 et 1533,. Elles partagent des éléments avec Melencolia I tels qu'une femme ailée et assise, un chien endormi ou assis, une sphère et un nombre variable d'enfants jouant, probablement basé sur le putto de Dürer. Les peintures de Cranach opposent cependant la mélancolie à la gaieté enfantine, et dans la peinture de 1528, des éléments occultes apparaissent. Les gravures de Hans Sebald Beham (1539) et de Jost Amman (1589) sont clairement liées. À l'époque baroque, les représentations de la mélancolie et de la vanité sont combinées. La Mélancolie ou La Méditation de Domenico Fetti (vers 1620) en sont un exemple important ; Panofsky écrit que « le sens de cette image est évident au premier coup d'œil ; toute activité humaine, pratique non moins que théorique, théorique non moins qu'artistique, est vaine, compte tenu de la vanité de toutes les choses terrestres ».
L'estampe attire les artistes romantiques du XIXe siècle ; les dessins d'autoportraits de Johann Heinrich Füssli et de Caspar David Friedrich montrent leur intérêt à capturer l'ambiance de la figure de Melencolia, comme la Femme à la toile d'araignée de Friedrich.
Avec ses tableaux Melancholie des années 1890, Edvard Munch s'inscrit dans la lignée de la gravure.

### Littérature
L'historienne de la Renaissance Frances Yates croyait que le poème de 1594 de George Chapman, The Shadow of Night, était influencé par l'estampe de Dürer, et Robert Burton l'a décrit dans son L'Anatomie de la mélancolie (1621). Melencolia de Dürer est la patronne de la ville de la nuit épouvantable dans le chant final du poème de James Thomson du même nom. L'estampe a été reprise dans la poésie romantique du XIXe siècle en anglais et en français.
La gravure de Dürer a inspiré Gottfried Keller pour écrire le poème Mélancolie en 1848. Dans une dernière strophe, écrite en 1882, Keller arrive à la conclusion que Dürer a capturé le moment d'illumination dans le regard de l'ange, qui a mis fin à la phase dépressive et souffrante de la mélancolie et a conduit à une action créatrice : « Elle réfléchit - le démon doit s'échapper / Avant le plan mature réussi ».
Thomas Mann décrit le « carré magique » et sa « cohérence fatale » dans son roman Le Docteur Faustus (1943) au chapitre 12. Une reproduction de la gravure de Dürer est accrochée à « un endroit bien en vue » au-dessus du piano du compositeur Adrian Leverkühn dans son appartement d'étudiant à Halle. La relation harmonieuse entre les motifs du roman en tant que genre artistique et de la musique (contrepoint rigoureux) pourrait être le motif central du roman. Ehrhard Bahr propose une interprétation différente : lorsque la nouvelle des crimes allemands de la Shoah est connue aux États-Unis, Mann voit dans Melencolia le travail de deuil nécessaire à tout Allemand, l'adieu nécessaire à l'intériorité allemande, au romantisme devenu diabolique de 1933 à 1945.
Dans Journal d'un escargot de Günter Grass, Melencolia est la seule image que l'enseignant qui a des doutes, emporte avec lui, fuyant le nazisme. 
Dans L'Esthétique de la résistance (1981) de Peter Weiss, l'image est interprétée en détail en ce qui concerne le silence de deux des protagonistes féminines du roman, qui vivent et remettent en question les atrocités du Troisième Reich, mais ne sont plus capables de s'exprimer.
Melencolia est la gravure autour de laquelle est construite l'intrigue du roman de Henri Loevenbruck Le Testament des siècles, qui a également été adapté en BD. Il est fait référence au carré magique de Melencolia I de Dürer dans le roman de Dan Brown, Le Symbole perdu (2009) : il y est utilisé pour déchiffrer un message secret, tout comme dans le roman d'Henri Loevenbruck, publié sept ans plus tôt.
Dans Aurélia ou le Rêve et la Vie, Gérard de Nerval compare un « être d'une grandeur démesurée », personnage apparu au cours d'un rêve du narrateur, à « l'Ange de la Mélancolie, d'Albrecht Dürer », « vêtu d'une robe longue à plis antiques ».
À la fin du roman La Clef des mensonges de Jean-Bernard Pouy, le héros mourant trouve Melencolia dans un coffre censé contenir l'explication de la quête dans laquelle il s'est laissé emporter.
La Nausée de Jean-Paul Sartre devait à l'origine s'appeler Melencolia. La gravure de Dürer se trouve sur la couverture de certaines éditions. Le titre final a été donné par l'éditeur de Sartre.
La section Melencolia des Poèmes saturniens de Paul Verlaine tire peut-être son titre de la gravure de Dürer, dont Verlaine possédait une eau-forte.
Le roman de Ronald Bonan, Hamadryas, est entièrement consacré à la question de l'interprétation de Melencolia : l'héroïne y décrypte le sens des symboles en livrant une lecture originale du carré magique.
Jean Firges utilise Melencolia I sur la couverture de son livre sur l'évolution psychologique de Paul Celan vers la maladie et le suicide.

### Arts plastiques, sculpture
La façade de la Passion de la Sagrada Família contient un carré magique basé sur le carré magique de Melencolia I. Le carré a subi une rotation et chaque ligne et colonne est réduit d'un nombre afin que les lignes et les colonnes totalisent 33 au lieu du standard 34 pour un carré magique 4x4.
Le plasticien Frank Morzuch développe depuis 1999 un système fondé sur les carrés planétaires et la théorie des humeurs. Elle corrobore l’hypothèse d'une tétralogie pressentie par Peter-Klaus Schuster dans son ouvrage : Melencolia I, Durer Denkbild, Berlin Gebr. Mann Verlag, 1991, vol. I, p. 331 sqq est à paraître chez Flammarion pour le 500e anniversaire de Melencolia § I.

### Cinéma
Lars von Trier a repris le motif de la chute de l'astre dans son long métrage Melencolia de 2011. La futilité de l'action humaine est révélée face à un univers indifférent lorsqu'une exoplanète sur une trajectoire de collision, se précipite vers la Terre, anéantissant la planète.

Œuvres influencées par Melencolia I
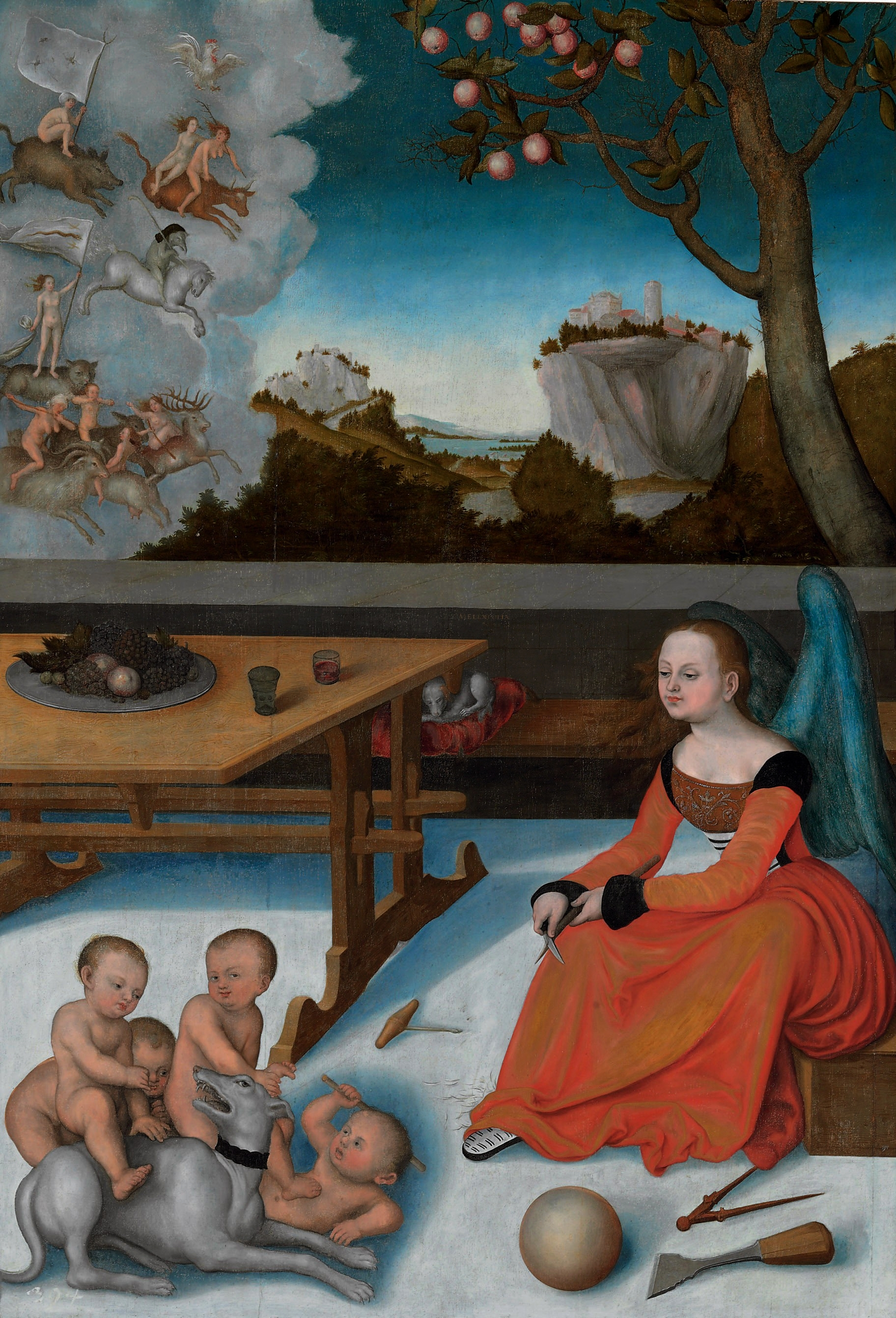
Copie d'après Lucas Cranach l'Ancien, 1528, Edinbourgh[100].
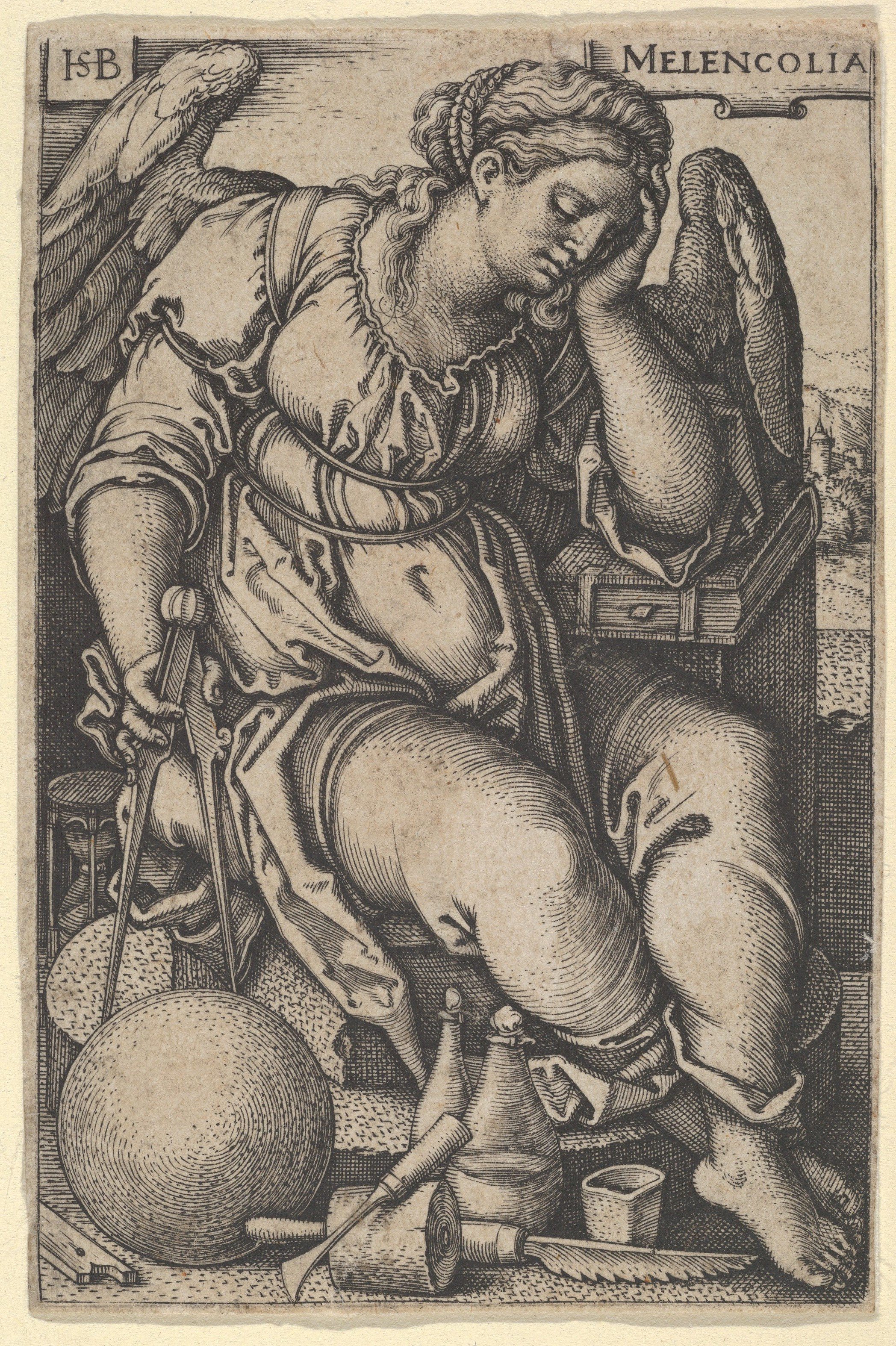
Hans Sebald Beham, Melencolia (1539).
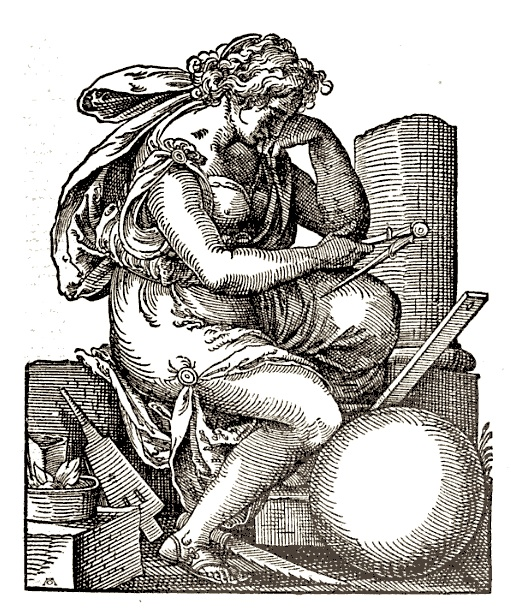
Jost Amman, Melencolia (1589).
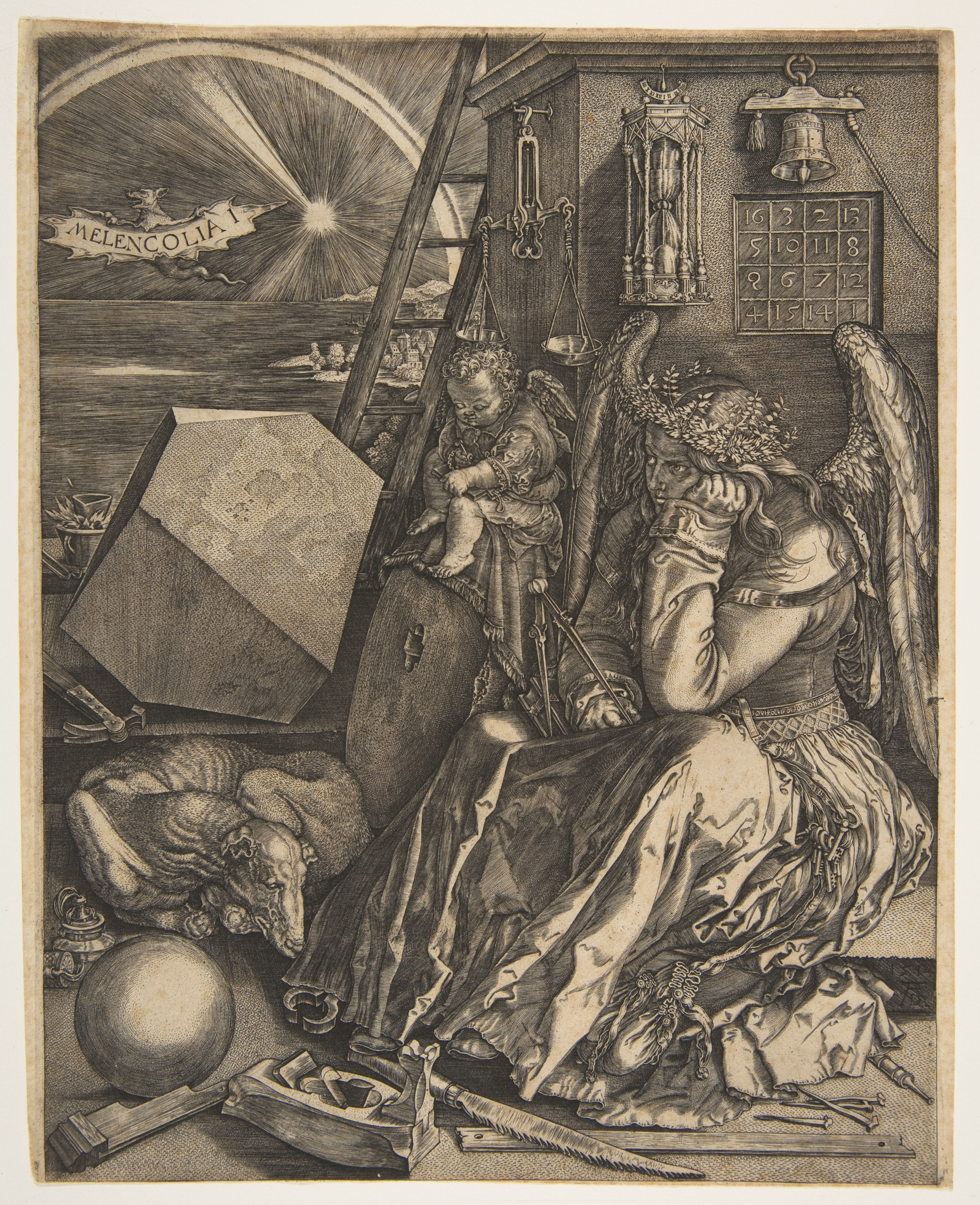
Jan Wierix, 1602, copie.
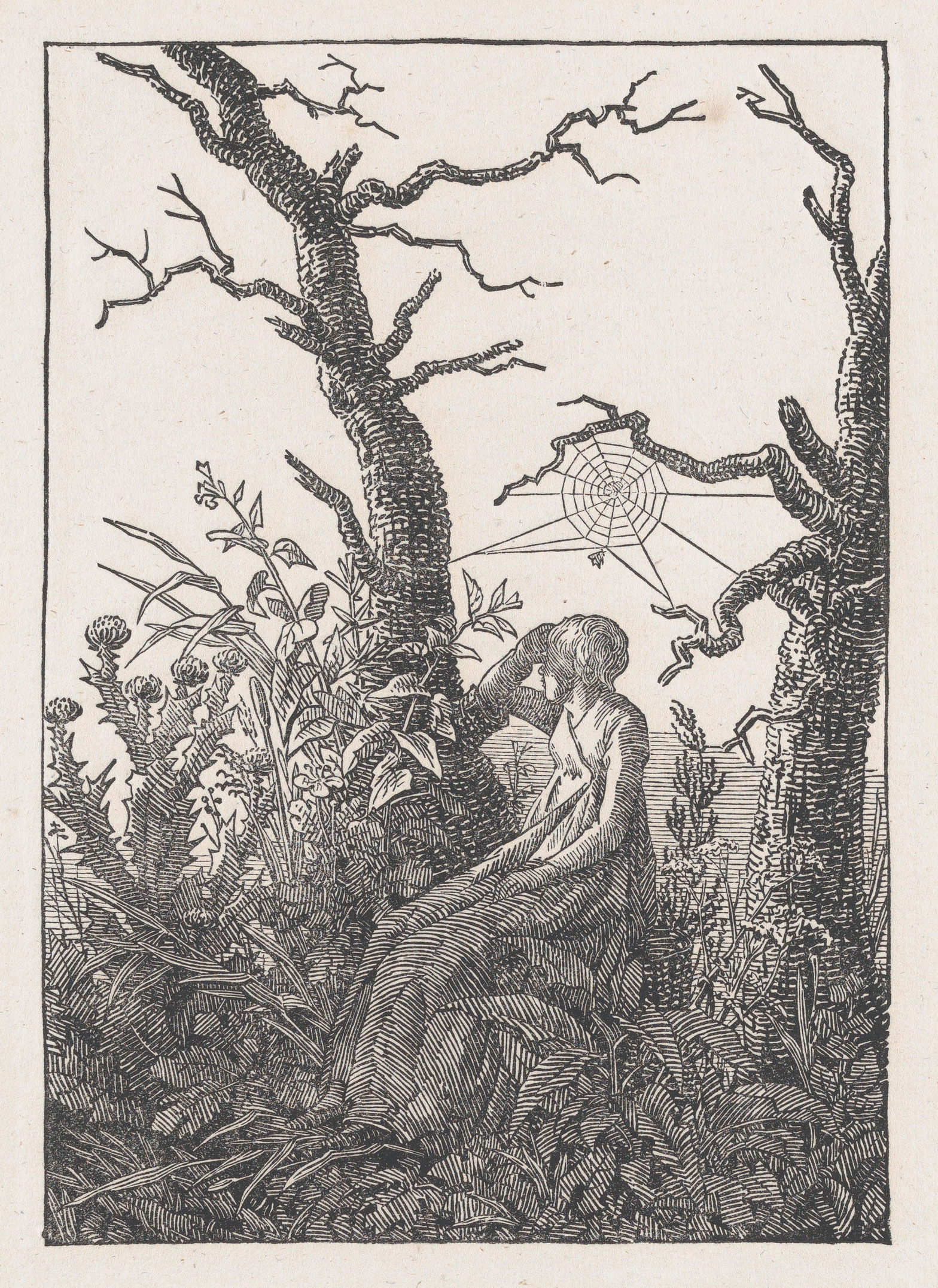
La femme à la toile d'araignée ou Melancholie, gravure sur bois d'après un dessin de 1803 de Caspar David Friedrich[103].
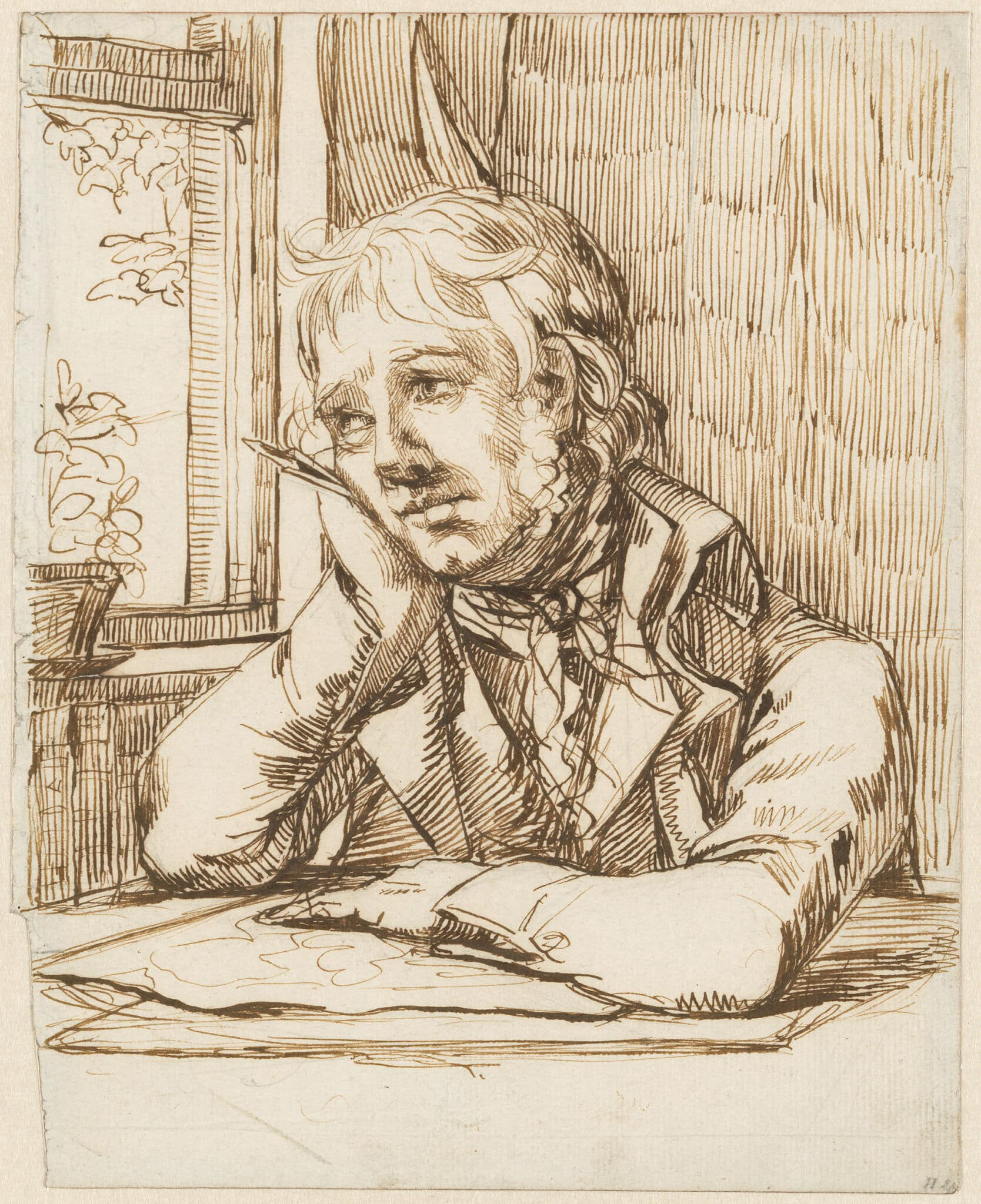
Friedrich, autoportrait vers 1840[103].
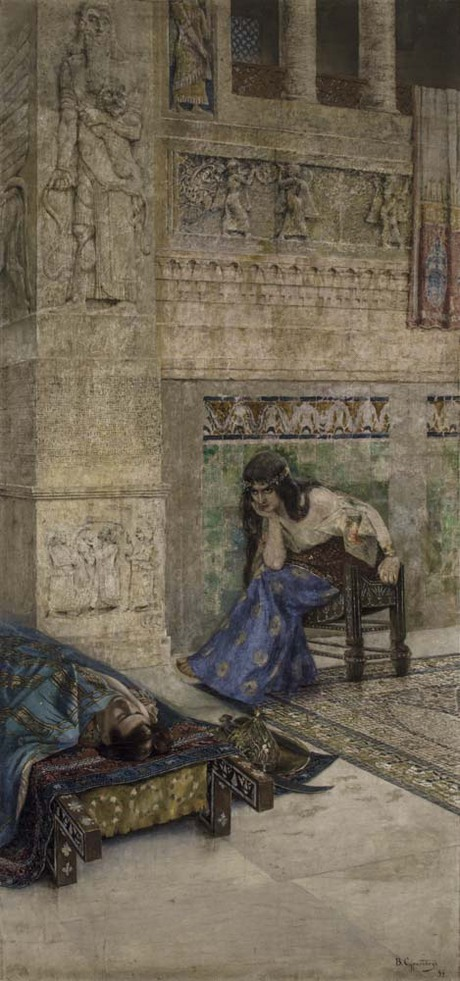
Vardges Sureniants, Semiramis et Ara, 1899.